# Gunnar Schönmeyr
Johan Gunnar Schönmeyr, född den 19 april 1882 i Stockholm, död där den 4 juli 1954, var en svensk bankdirektör.
Efter mogenhetsexamen i Stockholm 1900 blev Schönmeyr juris utriusque kandidat vid Uppsala universitet 1906. Han tjänstgjorde vid Bollnäs domsaga 1907–1909 och inträdde 1909 på bankmannabanan som ombudsman vid Bankaktiebolaget Norra Sveriges huvudkontor i Härnösand. År 1910 övergick han till Stockholms handelsbank som andre ombudsman vid dess huvudkontor i Stockholm men återinträdde redan 1911 i tjänst hos Bankaktiebolaget Norra Sverige som direktör vid dess huvudkontor i Stockholm, där han kvarstannade till 1913. År 1913 grundade han i Paris tillsammans med bankdirektören Axel Hallin Banque de Suède et de Paris, där var direktör 1913–1918. Han återvände 1918 till Stockholm och var direktör i Centralgruppens emissionsaktiebolag 1918–1922 och vice verkställande direktör i Mälarbanken 1922–1925. Därefter övergick han åter till bankverksamhet utomlands, först som direktör i American Bank of Poland i Warszawa 1926–1934 (ordförande där från 1940) och därefter som direktör i Union de Banques à Paris i Paris 1934–1947. Schönmeyr var från 1920 hedersledamot av Svenska handelskammaren i Frankrike, där han även var vice ordförande 1937–1946. 
Gunnar Schönmeyr var son till ombudsmannen hos Stockholms stad, vice häradshövdingen Bror Carl Schönmeyr och bror till Carl Ludvig Schönmeyr.